# 新井紀一
新井 紀一（あらい きいち、1890年（明治23年）2月22日 - 1966年（昭和41年）3月13日）は、日本の小説家。実生活に裏打ちされた文章で知られた。日本の労働文学の代表的作家。砲兵工廠職工として働いていたことから「兵隊作家」とよばれた。別院一郎の筆名も用いる。

## 経歴
群馬県多野郡吉井町（現高崎市）に生まれる。四男二女の長男。
7歳のとき、東京の四谷警察署で巡査となっていた父のもとに母とともに上京する。四谷第一尋常高等小学校を卒業後、東京砲兵工廠に見習職工として働く。2年の兵役をはさんで通算14年の職工生活を送る。
労働文芸誌『黒煙』に処女作「暗い顔」を投稿。1916年 「怒れる高村軍曹」「坑夫の夢」を発表、反軍作家と言われる。日本の労働文学の代表作のひとつと評価される「友を売る」を『中央公論』に発表。『敗走千里』（1938）がベストセラーになり、続編、続々編も刊行され、以降、戦争協力作家として戦争小説、少年小説、童話などを精力的に執筆。1943年には日本軍通訳の中国人とその娘の実話をもとにした『父いづこ』を上梓。
1944年に千早 (豊島区)の自宅が空襲に遭い、千葉県五井町村上に転居。都会育ちの妻と慣れない百姓生活を送りながら地元中学の教師の口を探したが叶わず、行商で糊口を凌いだ。
戦後は半ば筆を折り、伊豆大島に移住してフリージア栽培に従事した。家族に1933年に結婚した9歳年下の妻・光子と長男・孝典（新聞社印刷部勤務）。

## 主な作品
- 「落葉の如く」
- 「暗い顔」
- 「競点射撃」
- 「煽動」
- 「燃ゆる反抗」
- 「家庭の鉱山」
- 「雨の八号室」
- 「闘争」

## 著書

### 新井紀一名義
- 『二人の文学青年』新潮社〈新進作家叢書 第32編〉、1922年11月。NDLJP:932967。
- 『燃ゆる反抗』自然社、1922年12月。
- 『落葉の如く』聚芳閣、1924年9月。NDLJP:982568 NDLJP:982569。
- 『雨の八号室』紅玉堂書店、1924年10月。NDLJP:982534。
- 『彩管余録』大文字書院、1937年10月。
- 『鷄小屋の番兵』童話春秋社、1941年3月。
- 『戦陣子守唄』大都書房、1941年10月。NDLJP:1023473。
- 『山の土人』童話春秋社、1942年1月。
- 『秀美の慰問袋』忠文館書店、1943年2月。NDLJP:1720453。
- 『父いづこ』忠文館書店、1943年8月。NDLJP:1720454。
- 『逞しき關東部隊』愛読社、1943年10月。

### 別院一郎名義
- 陳登元 著、別院一郎 訳『敗走千里』教材社、1938年3月。
  - 陳登元 著、別院一郎 訳『続敗走千里』 上海地下戦の巻、教材社、1939年10月。
  - 陳登元 著、別院一郎 訳『敗走千里』（復刻版）ハート出版、2017年6月。ISBN 9784802400398。
- 『督戦隊』教材社、1938年7月。
- 『蒋介石』教材社、1938年11月。
- 『大陸のあけぼの』萬里閣、1940年9月。
- 『蘇州河』大都書房、1941年3月。NDLJP:1133145。
- 『芦騒ぐ 興亜秘史』立誠社、1943年5月。